# Улица Якова Гарелина
У́лица Я́кова Гаре́лина (до 2011 года — улица Боевиков) — улица города Иванова. Располагается в Октябрьском районе, в местечке Хуторово. Начинается от проспекта Ленина и идёт в северо-западном направлении до 6-го Северного переулка. Является продолжением Минской улицы. Пересекается с улицами: Войкова, Тимирязева, Фролова, Бассейная, переулками: 1-й Северный, Дегтярный, 2-й Северный, 3-й Северный, 4-й Северный, 5-й Северный. Протяжённость 1,6 км.

## Происхождение названия

Окрестности Хуторово. Начало XX века

Улица находится на месте бывшего села Хуторово. С 1915 года называлась 1-я Грачёвская в честь одних из первых ивановских фабрикантов Грачёвых, династия которых начинается с 1706 года. В 1927 году была разделена на две: улицу Боевиков и Широкую. В 1950 году обе улицы вновь объединены в одну. Названа в честь боевой дружины большевиков 1905—1907 годов, которая проводила свои учения в пригородном лесу, находящемся неподалёку.

### Переименование
В советские годы название улицы не носило за собой никаких негативных ассоциаций и воспринималось жителями и гостями города вполне нормально, однако, начиная с Первой чеченской войны, во многом благодаря СМИ, слово «боевик», стало прочно ассоциироваться с членами чеченских сепаратистских формирований. 

События в Москве в 2002 году на Дубровке вызвали новые споры по поводу названия улицы. В этом же году, в день милиции 10 ноября, в Иванове состоялась акция протеста, организованная журналистами одной из областных газет. Митингующие с лозунгами «Боевик — это звучит грязно!», «Нет боевикам!» выступили за переименование улицы Боевиков. Городским властям было предложено переименовать улицу Боевиков в улицу Мира или вернуть ей историческое название — 1-я Грачёвская.
За переименование также выступила Иваново-Вознесенская и Кинешемская епархия.
Действующий на тот момент глава города Александр Грошев поддержал митингующих, но оставил этот вопрос на рассмотрение Городской думы.
Коммунистические организации города выступили за сохранение названия, сославшись на «Словарь великорусского языка» Владимира Даля, в котором под «боевиком» понимается «искусный в бою, особенно в одиночном; задорный драчун, охочий до бою, драки; боевая, бойкая особа».
Сами жители улицы Боевиков не видели ничего предосудительного в её названии, и по результатам опросов высказались против переименования. Отрицательное отношение жителей к переименованию улицы было вызвано неудобствами, связанными со сменой документов.
24 ноября 2010 года, на заседании Общественной палаты Ивановской области, было принято обращение к главе г. Иваново Вячеславу Сверчкову о переименовании улицы. Инициатива переименования принадлежала губернатору Ивановской области Михаилу Меню. Члены Общественной палаты, как и губернатор, мотивировали своё обращение тем, что данное название «однозначно ассоциируется с бандформированиями, действующими на Северном Кавказе». В обращении предлагалось назвать улицу в честь Якова Гарелина, однако стоит отметить, что переименование улицы в честь Гарелина исторически неверно, так как в Иванове уже существовала Гарелинская улица. Сейчас она составляет часть улицы Колотилова. Также в честь фабрикантов Гарелиных был назван Гарелинский переулок, который позднее вошёл в Пролетарскую улицу.
29 ноября 2010 года в ответ на обращение Общественной палаты, глава города Вячеслав Сверчков заявил, что вопрос о переименовании улицы ещё не решен и заметил, что «переименовать город проще, чем улицу».
25 декабря 2010 года стало известно о решении Ивановской городской думы переименовать улицу в честь ивановского фабриканта и мецената Якова Гарелина. Решение вступило в силу 10 января 2011 года.

План строительства автодороги по улицам Боевиков и Минской

## Архитектура
Улица относится к «спальным» районам города. До 50-х годов XX века состояла из множества частных, деревянных домов. Активное строительство 5-этажных жилых домов началось в 1960-х годах.
В 2010 году дальняя от центра города половина улицы остаётся застроенной малоэтажными частными домами.

## Транспорт
Улица имеет важное значение, связывая местечко Минеево с центром города.
На начальном участке от проспекта Ленина до перекрёстка с улицей Войкова с 1938 по 2005 год проходила линия трамвая (маршрут № 3). В ноябре 2005 года маршрут был закрыт, а в 2007 демонтированы пути.
В 2007 году Ивановская городская дума приняла решение о строительстве модернизированной автодороги по улицам Минской и Боевиков. С этой целью на прилегающих территориях были зарезервированы земельные участки сроком на 7 лет.
С 2010 года ведутся работы по капитальному ремонту дороги по улице Тимирязева, на участке от Фабричного проезда до улицы Боевиков. Реконструированная дорога облегчит движение из северных районов города в Рабочий посёлок, минуя центр.
Автобус: 3, 29, 31, 35, 130, 150
Маршрутное такси: 3к, 30, 30б, 36, 135

## Галерея

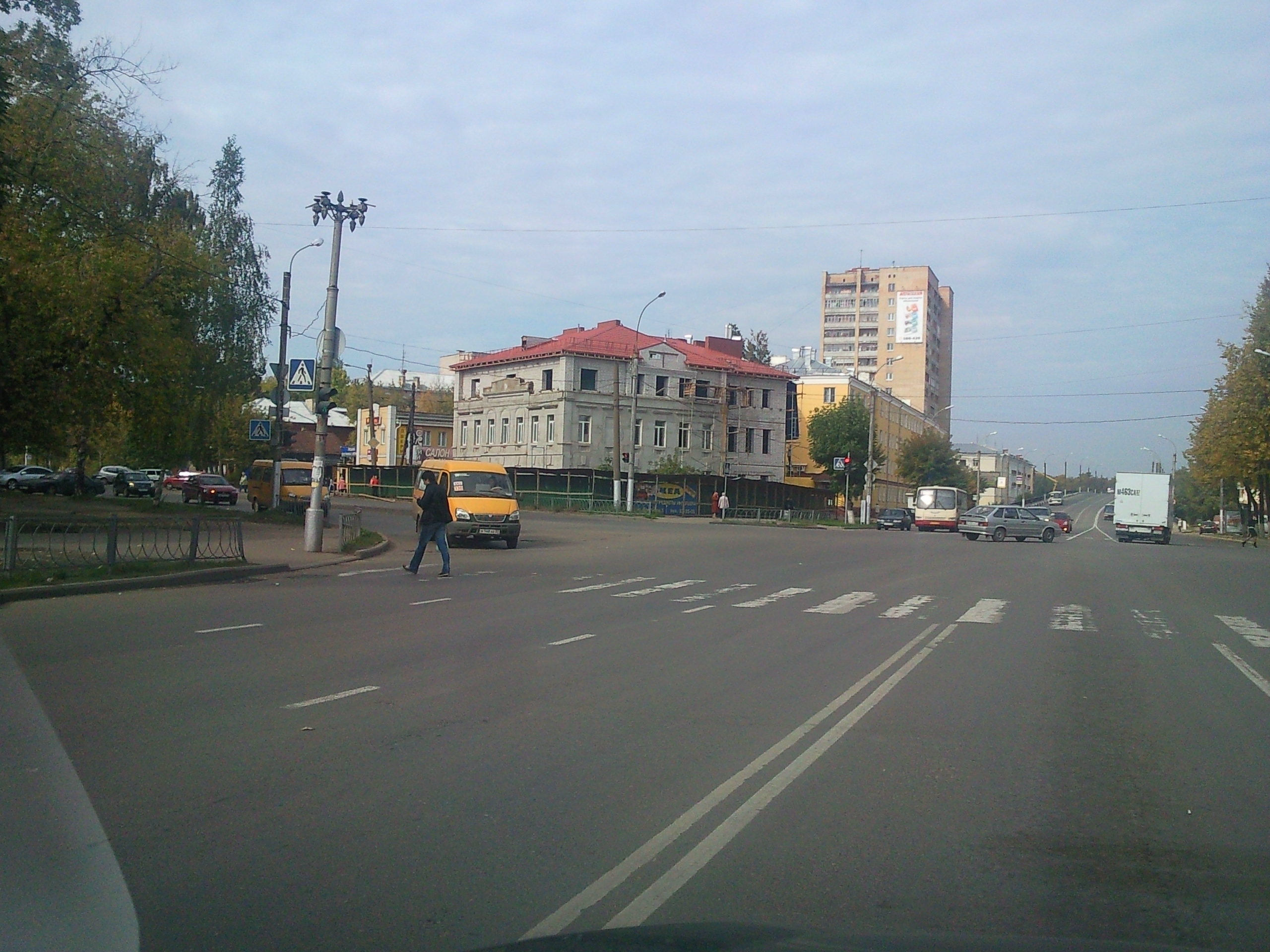
Перекрёсток улицы Якова Гарелина и проспекта Ленина
Центральная часть улицы
Улица Якова Гарелина около ул. Войкова